# شابلی، جیبوتی
شابلی، جیبوتی یک روستا در جیبوتی است که در منطقه عرتا واقع شده‌است.

## خصوصیات
شابلی ۷۲۳ نفر جمعیت دارد و ۱۳۸ متر بالاتر از سطح دریا واقع شده‌است.